# Lilly Wood & the Prick
Lilly Wood & the Prick — французская фолк-группа, дуэт французско-израильской вокалистки Нили Хадиды родом из Израиля (фр. Nili Hadida; 1986 г. р., Тель-Авив) и парижского гитариста Бенджамина Котто (фр. Benjamin Cotto).
История дуэта начинается с их знакомства в одном из парижских кафе.
Общеевропейскую известность им принёс ремикс немецкого диджея и продюсера Робина Шульца их песни «Prayer in C», вышедший в июне 2014.